# Обарање руке
Обрање руке (енгл. armwrestling) је врста борбе руку између два учесника (врста борбених спортова). Током меча, шаке истих такмичара се постављају на тврду, равну подлогу (најчешће сто), а дланови су спојени заједно. Задатак такмичара је да притисне руку противника на површину. Учесницима борбе намеће се низ временских, техничких и тактичких ограничења одн. правила.
Иако није олимпијски спорт, обарање руке је веома популаран спорт у многим деловима света.
Током борбе могу се разликовати следеће фазе: почетна позиција, постизање предности, остваривање предности. 

## Историја
То је најстарији спорт који је оживео шездесетих година 20. века у САД. Септембра 1962. одржано је прво светско првенство у обарању руке у Петалуми у Калифорнији.
Деведесетих година овај спорт је постао широко распрострањен у Русији - почео је у земљи 1989. године утакмицом СССР-САД-Канада. Тада су сви совјетски спортисти, са изузетком олимпијског шампиона у дизању тегова Султана Рахманова, изгубили своје борбе. Закључци су били тачни, а последњих година совјетски и руски спортисти су постигли изузетан успех. Први светски шампион из СССР-а био је Казбек Золојев 10. октобра 1992. (Петалума, Калифорнија) у категорији до 180 килограма. Много пута су постајали Казбек Золојев, Маирбек и Хаџимурат Золојев, Украјинци Р. Бабаев, Е. Прудник и А. Пушкар, као и Руси А. Кузњецов, И. Турчинскаја, Викторија Габагкова, Ибрахим Ибрагимов, А. Јунков, Алан Караев. прваци света Денис Ципленков и други. Захваљујући редовним победама на светским и европским првенствима, Русија је обезбедила водеће место у овом спорту.

## Правила
Спортистима је дозвољено да учествују у борби само у спортској одећи и спортској обући. Руке до средине рамена и шаке треба да буду голе.
Забрањена је употреба заштитних завоја и завоја на зглобовима и лактовима, као и ношење бурми и бурми на прстима.
Руке учесника морају бити чисте, без знакова кожних обољења, а нокти кратко подрезани. Капе треба да се скину или да имају визир окренут уназад. Ципеле са дебелим ђоном су дозвољене; У устима не би требало да буде жвакаће гуме.
На првенствима, сваки тимски учесник мора да се такмичи у својој, униформној спортској униформи, која одражава назив региона, државе или града који представља.
Употреба амблема и заштитних знакова привредних друштава и организација на одећи и обући дозвољена је само уз дозволу организатора такмичења.
Време предвиђено за улазак спортисте у борбу након објављивања његовог имена од стране судије не би требало да прелази два минута. У супротном, сматраће се да је такмичар одустао од борбе.
У почетној позицији, спортисти морају да ухвате руке на начин да судија може да види зглобове палаца и да може да контролише правилан хват додирујући их прстом.
Хват руку треба да се налази изнад центра стола, у вертикалном положају. Лактови се могу поставити било где на наслон за руке, шака и подлактица треба да буду у правој линији.
Слободном руком, спортиста мора да зграби иглу стола.
Рамена бораца морају бити паралелна са ивицом стола и не смеју ићи даље од контролне линије.
Сваки учесник туче може, по жељи, једном ногом да се ослони на сто му најближе или најудаљеније постоље.
Борба почиње командом "Спремни!" Крени!” и завршава се командом „Стоп!“.
У случају погрешног захвата или упозорења, учесници имају право да се одморе 30 секунди.
Након прве паузе у хвату, руке спортиста морају бити везане посебним појасом.
Време одмора за спортисте пре поновне утакмице финала не би требало да прелази 3 минута.
Повреде правила такмичења укључују:
- Непоштовање судијских команди.
- Превремени почетак.
- Одвајање лакта од наслона за руке.
- Лакат клизи са наслона за руке.
- Прелазак средње линије стола главом и раменима.
- Додиривање подлактице главом или раменом или хватање за руке.
- Намерно ломљење захвата у критичном положају.
- Коришћење положаја који може да изазове повреду сопствене руке.
- Провоцирање ситуације у којој може бити оштећена рука противника.
- Губитак контакта слободне руке са површином стола.

За ова кршења правила спортиста добија опомену. Спортиста који добије две опомене се дисквалификује и победа се додељује противнику.
Ако спортиста прекрши правила у критичном делу, проглашава се дисквалификација. Критичним положајем сматра се одступање руке спортисте од вертикале за 45 степени или више.
Спортиста не може да се такмичи ако је под дејством алкохола и/или дроге.
Забрањено је користити стимулансе или лекове.
За претњу, вређање или наношење телесних повреда члану судског већа или учеснику такмичења, спортиста се удаљава са такмичења, место му се не утврђује, а екипи се не додељују бодови.

## Техника борбе
- „Јахање“ – нападач извлачи захват покретом зглоба према себи са пронацијом.
- „Директан покрет“ - по команди судије, нападач, оштро наглашеним покретом, савија зглоб и руком гура нападачеву руку право.
- „Пул“ - нападач супинира руку без отпуштања стиска, а савијеном руком повлачи руку противника према себи.
- „Доња удица“ - нападач супинира руку и у овом положају у захвату покушава да савлада отпор противника - најчешћи тип борбе.
- „Горња удица“ - такмичар наступа као у пулу, само без давања напетости на старту, иде у страну, повијајући противникову руку.
- "Трицепс" - од почетка спортиста помера раме према противнику, истовремено повлачећи руку противника према себи и притискајући га на јастук са трицепсом. Рвање на трицепсима се ретко користи јер је прилично трауматично.

## Повреде
Привидна једноставност покрета код многих ствара илузију да је спорт безбедан. Спорт са собом носи ризике: оптерећење лактова и рамених зглобова, лигамената, костију подлактице и рамена је веома високо. Да би се избегле овакве повреде, важно је користити калцијум за јачање базе костију, вежбање и опште јачањ мишића, фокусирајући се на јачање вена/тетива како би се спречило кидање мишића.

## Турнири
Широм света редовно се одржавају турнири и шампионати у обарању руке. Поред званичних такмичења, постоји много приватних и комерцијалних турнира. Међу њима су:
- Међународни турнир „Злоти Тур Ворлд Куп“ (професионални турнир у Пољској).
- Међународни турнир Немироф Ворлд Куп
- Московски међународни турнир „Златни медвед“
- „Спирит оф Спортс“ (Московски турнир за спортисте различитих нивоа)
- Међународни турнир "Исток вс Запад"
- Међународни турнир "Краљ стола"[5]